# إرفين شامبرلين
إرفين شامبرلين هو لاعب هوكي جليد كندي، ولد في 14 فبراير 1915 في شوفيل ‏ في كندا، وتوفي في 8 مايو 1986.

## وصلات خارجية
- إرفين شامبرلين على موقع دوري الهوكي الوطني (الإنجليزية)
- إرفين شامبرلين على موقع قاعة مشاهير الهوكي (لاعب أن.إتش.أل) (الإنجليزية)
- إرفين شامبرلين على موقع EliteProspects.com (الإنجليزية)
- إرفين شامبرلين على موقع HockeyDB.com (الإنجليزية)
- إرفين شامبرلين على موقع Hockey-Reference.com (الإنجليزية)